# Anta Sports
Anta Sports Products Limited (Chinees 安踏體育用品有限公司 / 安踏体育用品有限公司, afgekort 安踏) is een onderneming in de Chinese stad Jinjiang actief in de sportkledij.  Het produceert en distribueert merken als Anta, Anta Kids, Fila, Fila Kids, Descente, Sprandi, Kingkow en Kolon Sport. 
Sinds december 2018 bezit Anta Sports 94,38% van Amer Sports, de fabrikant van onder andere Wilson-tennisrackets, Salomon- en Atomic-ski's en Peak Performance- en Arc'teryx-sport- en outdoorkleding.
Het bedrijf staat sinds 2007 genoteerd aan de beurs van Hongkong.